# BAiKA
BAiKA – polski projekt muzyczny założony w 2015 roku przez pierwszego lidera grupy Hey, Piotra Banacha, i wokalistkę Katarzynę "Kafi" Figaj. Nazwa zespołu to skrót od nazwiska gitarzysty i pseudonimu wokalistki.

## Dyskografia
Albumy
- 2018: Byty zależne
- 2023: Zdecydowana mniejszość

Promo
- 2016: Baika[3]